# صفر روز حمله به زمین
صفر روز حمله به زمین (به انگلیسی: 0Day Attack on Earth) یک بازی ویدئویی اکشن از مجموعه بازی‌های قابل دانلود است که توسط شرکت گولتی توسعه یافته و به وسیلهٔ شرکت اسکوئر انیکس در دسامبر ۲۰۰۹ به صورت اختصاصی برای کنسول ایکس‌باکس ۳۶۰ در سطح جهان منتشر گردید. این بازی از سری بازی‌های آرکید ایکس‌باکس ۳۶۰ می‌باشد که باید از طریق شبکه ایکس باکس لایو خریداری و دانلود گردد.

## گیم‌پلی
بازیباز در این بازی هدایت یکی از چهار نوع سفینه فضایی قابل بازی را بر عهده می‌گیرد. هر شهر شامل هفت مرحله (یا هفت روز) است که هر مرحله در مکان خاصی از شهر اتفاق می‌افتد. با نابودی سفینه دشمنان می‌توان اسلحه‌های قدرتمندی تهیه نمود و با ادامه بازی می‌توان سفینه‌های قدرتمندتر داخل بازی را آزاد نمود. در حالت چند نفره تا چهار نفر به طور همزمان می‌توانند هدایت یکی از سفینه‌ها را همزمان بر عهده بگیرند. در حالت مولتی پلیر حتی بازیبازان می‌توانند علیه همدیگر به مبارزه آنلاین بپردازند.

## داستان
داستان صفر روز حمله به زمین بر اساس واقعه‌ای تخیلی در آینده صورت می‌گیرد. طی آن زمین مورد هجوم و حمله سفینه‌های فضایی بیگانه‌ها قرار می‌گیرد. در این بازی، سه شهر بزرگ جهان (نیویورک، توکیو و پاریس) مورد حمله بیگانگان فضایی قرار می‌گیرند و وظیفه بازیباز حفاظت از کره زمین در برابر بیگانگان است.

## مشخصات فنی

گرافیک بازی

- گرافیک: این بازی یک شوتر آرکید است که به شوتم آپ معروف هستند. دوربین در این بازی نمای بالای شهرها را به بازیباز ارائه می‌دهد. گرافیک شهرها در واقع ترکیبی از آبجکت‌های سه بعدی طراحی شده و تصاویر ماهواره‌ای دوبعدی به عنوان روکش، می‌باشد. گرافیک این بازی قابلت اجرا به صورت واید اسکرین (۱۶:۹) را دارا بوده و در رزولوشن تصویری HDTV 720p اجرا می‌گردد.
- صدا و موسیقی: موسیقی استفاده شده در این بازی یک موسیقی کاملاً عادی بوده و صدای صحبت خلبانان در هنگام صحبت با یکدیگر در طول بازی قابل شنیدن می‌باشد. سیستم صوتی استفاده شده در این بازی به صورت دالبی دیجیتال است.
- قیمت: همان‌طور که گفته شد این بازی فقط به صورت دانلود از طریق شبکه ایکس باکس لایو قابل دستیابی می‌باشد. بهای این بازی در ایکس باکس لایو ۱۲۰۰ مایکروسافت پوینت (یا ۱۵ دلار) می‌باشد.[۴]